# ملكة جمال الكون 1983
ملكة جمال الكون 1983 هي مسابقة ملكة جمال الكون الثانية والثلاثين في تاريخ مسابقة ملكة جمال الكون منذ انطلاقتها عام 1952، عقدت المسابقة في 11 يوليو 1983 في قاعة كييل في سانت لويس، ميزوري، الولايات المتحدة. شهد هذا العام تنافس ثمانين متسابقة على التاج. في نهاية الحدث توجت لورين داونز من نيوزيلندا ملكة جمال الكون 1983 من قبل كارين ديان بالدوين من كندا. هذه هي المرة الأولى التي فازت فيه نيوزيلندا بالمسابقة.

## النتائج

### المراكز النهائية
| النتائج النهائية     | المتنافسة |
| -------------------- | --- |
| ملكة جمال الكون 1983 | - نيوزيلندا - لورين داونز |
| الوصيفة الأولى       | - الولايات المتحدة - جولي حايك |
| الوصيفة الثانية      | - أيرلندا - روبرتا براون |
| الوصيفة الثالثة      | - سويسرا - لوليتا مورينا |
| الوصيفة الرابعة      | - إنجلترا - كارين مور |
| أفضل 12              | - فنلندا - نينا ريكولا - ألمانيا - لوانا رادكي - إيطاليا - فيديريكا مورو - النرويج - كارين دوبلوج - سنغافورة - كاثي لي - إسبانيا - أنا هيريرو - فنزويلا - باولا روجيري |

### المسابقة النهائية
| بلد              | المتوسط الأولي | مقابلة     | ملابس السباحة | فستان سهرة | متوسط نصف النهائي |
| ---------------- | -------------- | ---------- | ------------- | ---------- | ----------------- |
| نيوزيلندا        | 8.325 (6)      | 9.081 (3)  | 9.177 (4)     | 9.358 (2)  | 9.205 (3)         |
| الولايات المتحدة | 8.708 (1)      | 8.916 (5)  | 9.333 (1)     | 9.455 (1)  | 9.234 (1)         |
| جمهورية أيرلندا  | 8.353 (5)      | 9.244 (1)  | 9.161 (5)     | 9.192 (6)  | 9.199 (4)         |
| سويسرا           | 8.395 (3)      | 9.138 (2)  | 9.220 (3)     | 9.338 (3)  | 9.232 (2)         |
| إنجلترا          | 8.385 (4)      | 9.027 (4)  | 9.244 (2)     | 9.172 (7)  | 9.147 (5)         |
| ألمانيا          | 8.091 (11)     | 8.872 (6)  | 9.094 (6)     | 9.322 (5)  | 9.096 (6)         |
| فنزويلا          | 8.464 (2)      | 8.666 (7)  | 9.088 (7)     | 9.338 (3)  | 9.030 (7)         |
| سنغافورة         | 8.222 (7)      | 8.658 (8)  | 8.766 (10)    | 9.161 (8)  | 8.861 (8)         |
| إيطاليا          | 8.158 (8)      | 8.644 (9)  | 8.922 (8)     | 9.016 (10) | 8.860 (9)         |
| فنلندا           | 8.143 (9)      | 8.427 (11) | 8.888 (9)     | 9.144 (9)  | 8.819 (10)        |
| النرويج          | 8.089 (12)     | 8.486 (10) | 8.505 (12)    | 8.822 (11) | 8.604 (11)        |
| إسبانيا          | 8.098 (10)     | 8.261 (12) | 8.577 (11)    | 8.788 (12) | 8.542 (12)        |

## المتسابقات
- الأرجنتين - ماريا دانييلا كارارا
- أروبا - ميلفا إيفرتس
- أستراليا - سيمون كوكس
- النمسا - مرسيدس ستيرميتز
- جزر البهاما - كريستينا طومسون
- بلجيكا - فرانسواز بوستوين
- بليز - شيرلين ديان ماكاي
- برمودا - أنجليتا دياز
- بوليفيا  - سيسيليا زامورا
- البرازيل - ماريزا فولي كويلو †
- جزر العذراء البريطانية - آنا ماريا جوزيف
- كندا - جودي إيفون روتليدج
- جزر كايمان - إيفي إيبانكس
- تشيلي - ماريا جوزيفا إيسينسي أوغارتي
- كولومبيا - جولي بولين ساينز ستارنز
- جزر كوك – كارمينا بليك
- كوستاريكا - ماريا غابرييلا بوزويلوك
- كوراساو - مايبيلين ألتاجراسيا سنيل
- قبرص - مارينا إيلينا راوشر
- الدنمارك - إنجي رافن تومسن
- جمهورية الدومينيكان - الكسندرا أستوود
- الإكوادور - مارييلا غارسيا
- إلسالفادور - كلوديا أوليفا
- إنجلترا - كارين مور
- فنلندا - نينا مارجانا ريكولا
- فرنسا - فريدريك ليروي
- غيانا الفرنسية - ماري جورج أشامانا
- غامبيا - دير سكاتريل جانا
- ألمانيا - لوانا كاثرينا راديكي
- جبل طارق - لويز جيلينج ووتر
- اليونان - بلوسيا فارفاراكي
- غوادلوب - نيكول ليبورجن
- غوام - باميلا بوث
- غواتيمالا - بيرتا فيكتوريا غونزاليس
- هولندا - نانسي لليمان هاينيس
- هندوراس - أولي طومسون
- هونغ كونغ - تشيرونا يونغ
- آيسلندا - أونور ستينسون
- الهند - ريكا هاند
- إندونيسيا - آندي بوتنري
- جمهورية أيرلندا - روبرتا براون
- إسرائيل - شيمونا هوليندر
- إيطاليا - فيديريكا مورو
- اليابان - يوكو ياماغوتشي
- كوريا - جونغ جون كيم
- لبنان - مي منصور شهوان
- ماليزيا - بوسبا محمد
- مالطا - كريستين بونيسي
- مارتينيك - ماري لينا لوبا
- المكسيك - مونيكا روساس
- ناميبيا - أستريد كلوتزش
- نيوزيلندا - لورين إليزابيث داونز
- جزر ماريانا الشمالية - ثيلما مافناس
- النرويج - كارين إليزابيث دوبلوج
- بنما - إليزابيث بيلان بينيت
- بابوا غينيا الجديدة - شانيل براي
- باراغواي - مرسيدس بوش
- بيرو - فيفيان غريفيث
- الفلبين - روزيتا كورنيل كابويون
- البرتغال - أنابيلا إليسا أنانياديس
- بورتوريكو - كارمن باتيز فيرغارا
- لا ريونيون - إليان ليبو
- إسكتلندا - ليندا رينتون
- سنغافورة - كاثي لي لي بينج
- جنوب أفريقيا - ليان هوسكينج
- إسبانيا - آنا إيزابيلا هيريرو
- سريلانكا - لوليتا مورينا
- السويد - فيفيكا ميريام جونغ
- سويسرا - لوليتا مورينا
- تايلاند  - جيندا نيرنكرانج
- ترانسكي - نومكسوسي اوكسوكيليلو
- ترينيداد وتوباغو - ساندرا ويليامز
- تركيا - ديلارا هراتشي
- جزر توركس وكايكوس - لوليتا أريزا
- الأوروغواي - ماريا جاكلين بلتران
- الولايات المتحدة  - جولي حايك
- جزر العذراء الأمريكية - جولي إليزابيث وودز
- فنزويلا - باولا روجيري
- ويلز - ليان جراي
- ساموا الغربية - فالوت ماما ألوني

## الروابط الخارجية
- موقع ملكة جمال الكون الرسمي